# Gouvernement Ferdinand Sarrien
 (août 2017).
Si vous disposez d'ouvrages ou d'articles de référence ou si vous connaissez des sites web de qualité traitant du thème abordé ici, merci de compléter l'article en donnant les références utiles à sa vérifiabilité et en les liant à la section « Notes et références ».
 (octobre 2024).
Troisième République
Maurice Rouvier III Georges Clemenceau I
Le gouvernement Ferdinand Sarrien est le gouvernement de la Troisième République en France du 14 mars au 20 octobre 1906.

Ferdinand Sarrien.

## Composition
| Portefeuille                                            | Titulaire | Titulaire                 | Parti |
| ------------------------------------------------------- | --------- | ------------------------- | ----- |
| Président du Conseil                                    |           | Ferdinand Sarrien         | PRRRS |
| Ministres                                               |           |                           |       |
| Ministre de la Justice                                  |           | Ferdinand Sarrien         | PRRRS |
| Ministre des Affaires étrangères                        |           | Léon Bourgeois            | PRRRS |
| Ministre de l'Intérieur                                 |           | Georges Clemenceau        | RI    |
| Ministre des Finances                                   |           | Raymond Poincaré          | ARD   |
| Ministre de l'Instruction publique et des Cultes        |           | Aristide Briand           | SI    |
| Ministre de la Guerre                                   |           | Eugène Étienne            | ARD   |
| Ministre de la Marine                                   |           | Gaston Thomson            | ARD   |
| Ministre des Colonies                                   |           | Georges Leygues           | ARD   |
| Ministre des Travaux publics, des Postes et Télégraphes |           | Louis Barthou             | ARD   |
| Ministre du Commerce, du Travail et de l’Industrie      |           | Gaston Doumergue          | PRRRS |
| Ministre de l'Agriculture                               |           | Joseph Ruau               | RI    |
| Sous-secrétaires d’État                                 |           |                           |       |
| Sous-secrétaire d'État à l'Intérieur                    |           | Albert Sarraut            | PRRRS |
| Sous-secrétaire d'État aux Postes et Télégraphes        |           | Alexandre Bérard          | RI    |
| Sous-secrétaire d'État aux Beaux-Arts                   |           | Étienne Dujardin-Beaumetz | RI    |

## Politique menée
Ce ministère regroupe de fortes personnalités : Aristide Briand ; Georges Clemenceau ; Léon Bourgeois ; Louis Barthou ; Gaston Doumergue et Raymond Poincaré. 
Aristide Briand parvient à régler les suites de la loi de 1905, en ordonnant de suspendre les inventaires en cas de résistance. Le ministre de l'intérieur Georges Clemenceau, dont c'est la première expérience gouvernementale, à près de 65 ans, et qui sera appelé à la présidence du Conseil par le président de la République Armand Fallières le 25 octobre 1906. Dès le 14 mars, il fait face à d'importants mouvements sociaux et se déclare le "premier flic de France", Il réprime ainsi très sévèrement la grande grève des mineurs du Nord, causée par la mort de 1.099 d'entre eux lors de la Catastrophe de Courrières, et au cours de laquelle un officier de cavalerie est tué, et des femmes de mineurs emprisonnées, n'hésitant pas à utiliser la troupe pour disperser les ouvriers. Le ministère enterre également l'Affaire Dreyfus. Le juillet 1906, Alfred Dreyfus est réintégré dans l'armée au rang de chef d'escadron tandis que les cendres de Zola sont transférées au Panthéon.

## Fin du gouvernement et passation des pouvoirs
Ferdinand Sarrien démissionne le 20 octobre 1906, pour raisons de santé. Le 23 octobre 1906, Armand Fallières nomme Georges Clemenceau à la présidence du Conseil.